# Sadowne
Sadowne is een dorp in het Poolse woiwodschap Mazovië, in het district Węgrowski. De plaats maakt deel uit van de gemeente Sadowne en telt 1200 inwoners.

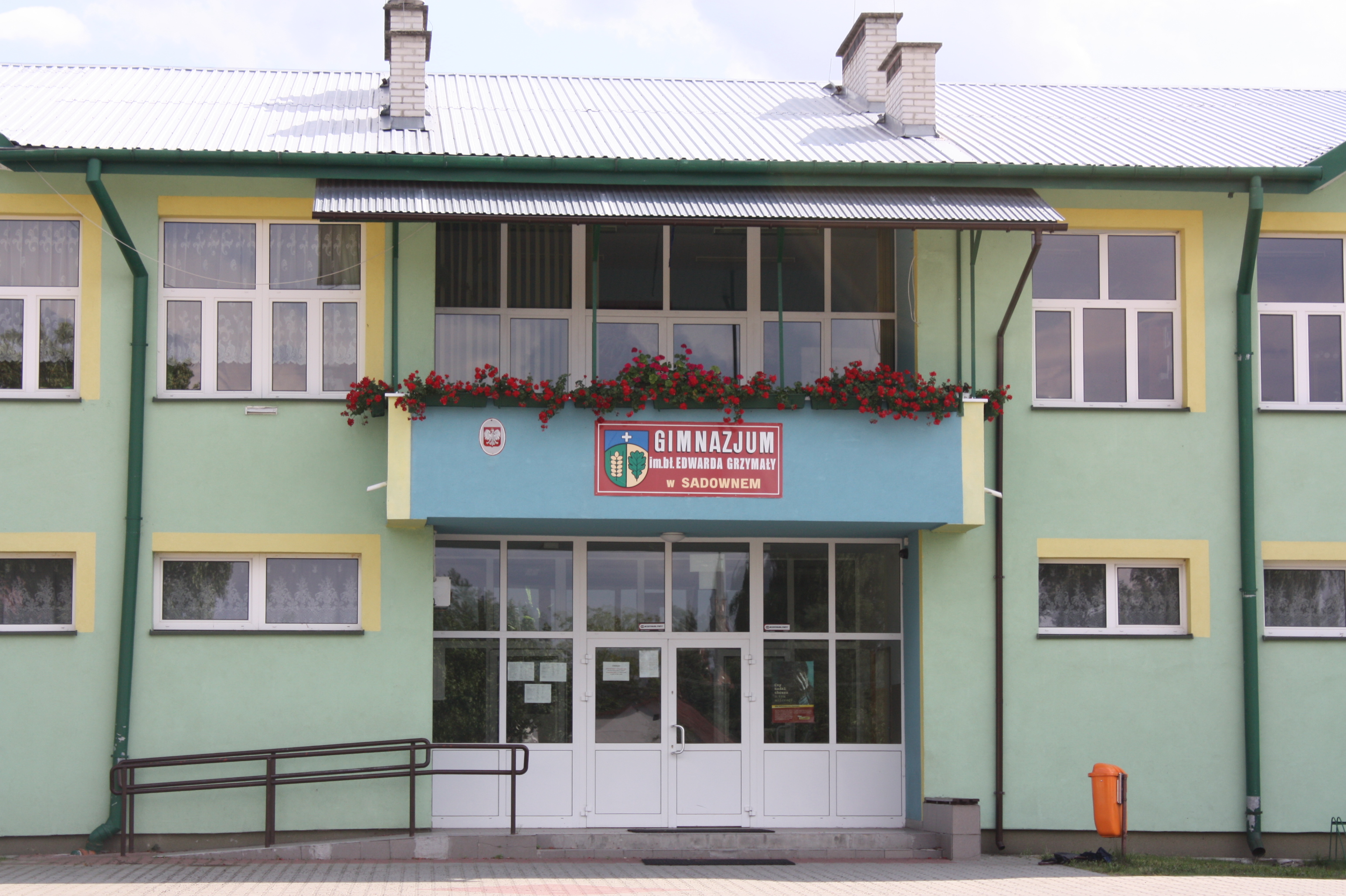
School in Sadowne
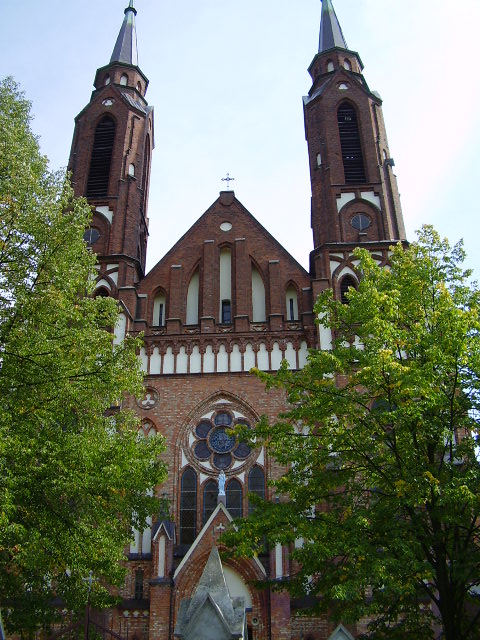
Johannes de Doperkerk
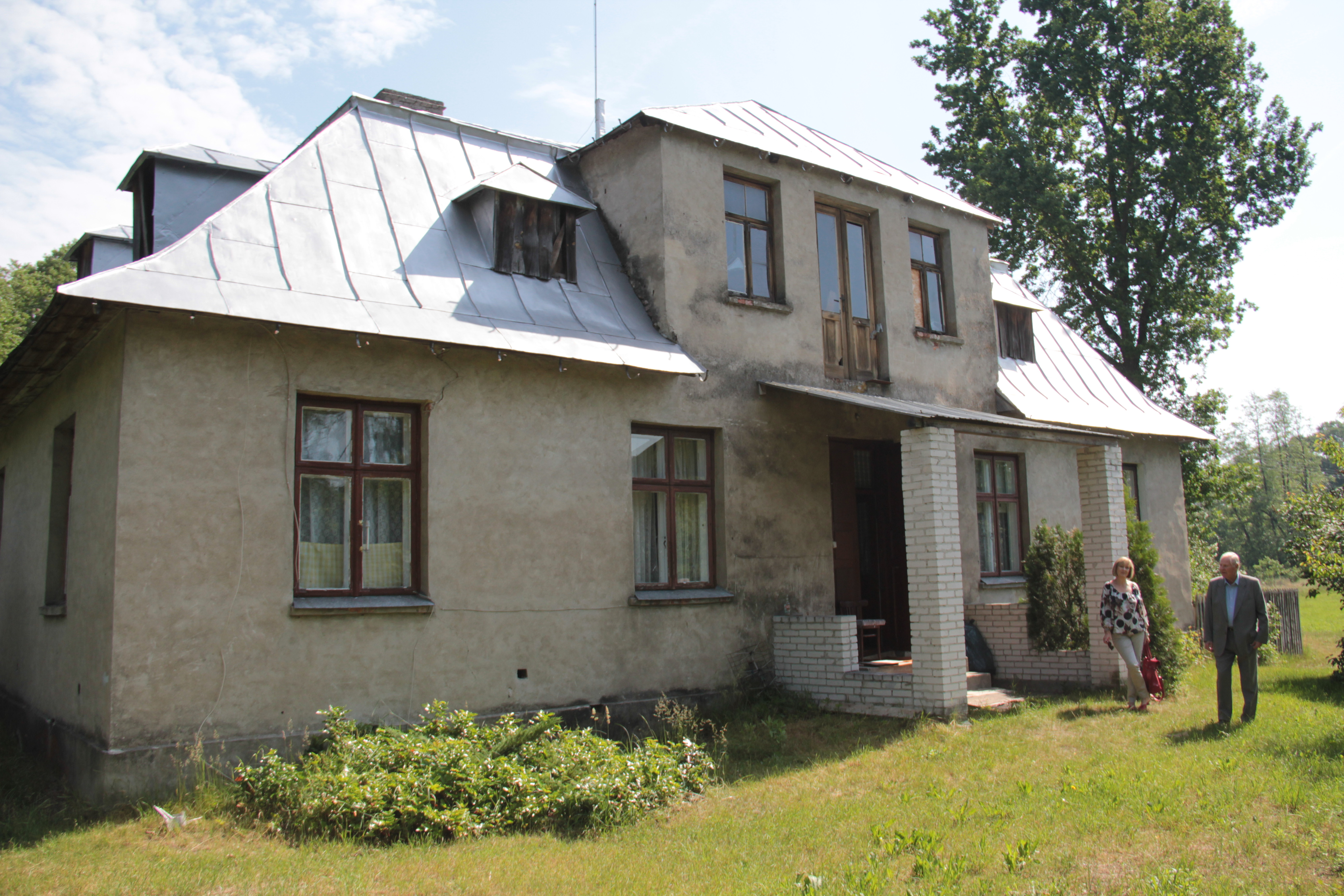
Woonhuis van Szabelski